# دولت بلغارستان
دولت بلغارستان (بلغاری: Министерски съвет) مرجع اصلی قوه مجریه در جمهوری بلغارستان است.  این سازمان متشکل از نخست وزیر بلغارستان و کابینه وزرای این کشور می‌باشد.